# De Bolk
De Bolk is een gebouw aan de Buitenwatersloot in de plaats Delft, in de Nederlandse provincie Zuid-Holland. Het pand is in de loop van de geschiedenis voornamelijk als herberg in gebruik geweest en tegenwoordig huist er een studentenvereniging, de D.S.V. "Nieuwe Delft", die voornamelijk bekend is als "De Bolk".

## Geschiedenis
De Bolk wordt voor het eerst genoemd in de notulen van de raadsvergadering van de gemeente Delft van rond het jaar 1500. Daarin staat dat de eigenaar van het pand een stuiver wil heffen voor het deponeren van vis op de stoep voor het pand. Het is vermoedelijk deze vis, bolk of wijting genaamd, waaraan het pand zijn naam te danken heeft.
In het pand waren enkele kamers zodanig ingericht dat handelsreizigers hun waren uit konden stallen en verkopen. Mogelijk was het voor de handelaars gunstig om vanuit de Bolk te handelen omdat ze hier, buiten de stadspoorten, geen belasting hoefden te betalen. In het pand zat ook een stalhouderij, waar men een paard kon huren.
Na de begrafenis van Willem van Oranje in 1584 hebben de genodigden en de hofhouding in dit hotel overnacht. In later tijden hebben ook Willem II, Willem III en Multatuli in het hotel gelogeerd.
Nadat het pand 250 jaar lang in bezit was geweest van de familie De Vos, overleed de heer De Vos in 1939 en geen van zijn kinderen wilde het hotel overnemen. Tijdens de Tweede Wereldoorlog gebruikten verschillende verzetsgroepen, onder andere de Schoemaker-groep en de Mekel-groep, het pand als uitvalsbasis. Na de oorlog was er tot 1949 een meubelmakerij in het pand gevestigd, C.V. Clubmeubelfabriek De Bolk.
Daarna kwam het pand in handen van de Stichting Studenten Huisvesting, en werd studentenvereniging "Nieuwe Delft" er gehuisvest. In 1961 werd het pand verbouwd, waarbij er een extra verdieping gebouwd werd voor de huisvesting van studenten. Tegenwoordig dient het gebouw nog steeds als huisvesting voor een studentenvereniging. De bijnaam van de vereniging is gelijknamig aan het gebouw.